# Ministre chargé des Droits des femmes
Depuis 1974, le  gouvernement français comporte de manière intermittente un/une ministre chargée de la Condition féminine, puis des Droits des femmes et de l'Égalité entre les femmes et les hommes. Selon les gouvernements, il peut s'agir d'une ministre de plein exercice, d'une ministre déléguée ou d'une secrétaire d'État rattachée au Premier ministre ou au ministre des Affaires sociales et du Travail.
Responsable, à des degrés divers, de la condition féminine, de l'emploi des femmes, des droits des femmes, de la parité ou encore de l'égalité entre les femmes et les hommes, son intitulé varie en fonction du gouvernement en place et du périmètre d'action retenu. Il peut être associé à d'autres portefeuilles comme les solidarités (également appelée la cohésion sociale), la famille, l'emploi ou, depuis 2017, la lutte contre les discriminations.

## Historique
Le secrétariat d’État à la Condition féminine est créé en France en 1974 par Valéry Giscard d'Estaing, et attribué à Françoise Giroud. Il est rattaché au Premier ministre. Le décret de création indique que la secrétaire d'État :

« est chargée de promouvoir toutes mesures destinées à améliorer la condition féminine, à favoriser l'accès des femmes aux différents niveaux de responsabilité dans la société française et à éliminer les discriminations dont elles peuvent faire l'objet. »

Il est cependant doté de peu de moyens et la coordination avec les autres ministères s'avère difficile.
Le poste est supprimé en 1976, après que Françoise Giroud a considéré sa mission terminée, ayant programmé l'adoption de plusieurs dizaines de mesures en faveur des femmes. Le secrétariat d'État est donc remplacé par la Délégation nationale à la condition féminine, Nicole Pasquier puis Jacqueline Nonon, rattachées aux services du Premier ministre.
Deux secrétaires d’État ont la charge l'une de l'Emploi féminin, Nicole Pasquier, l'autre de la Condition féminine, Monique Pelletier, de 1978 à 1981.
Le ministère délégué aux Droits de la femme est créé par François Mitterrand après son élection de 1981, concrétisant ainsi une promesse faite un mois auparavant, le 28 avril, lors d'un meeting organisé par le mouvement féministe Choisir au palais des congrès, ; il devient de plein exercice au sein du gouvernement Laurent Fabius (du 21 mai 1985 au 20 mars 1986), avec Yvette Roudy ; il s'agit de la première fois où les services centraux dédiés sont directement placés sous l'autorité de la titulaire du poste. Durant les années 1980, le ministère est l'un des moteurs du processus d'institutionnalisation du féminisme de la deuxième vague.
Entre 1988 et 2012, le portefeuille a existé de façon intermittente, sous la forme de ministères délégués ou de secrétariats d'État, rattachés à un autre ministère.
Entre 2012 et 2014, sous la présidence de François Hollande, Najat Vallaud-Belkacem est ministre des Droits des femmes, de plein exercice. Le 8 janvier 2013 est par ailleurs créé le Haut Conseil à l'égalité entre les femmes et les hommes. Le 11 février 2016, dans le deuxième gouvernement Manuel Valls, Laurence Rossignol est nommée ministre des Familles, de l'Enfance et des Droits des femmes, ce qui déclenche l'ire de plusieurs femmes politiques et d'associations féministes en raison de la connotation jugée sexiste de l'intitulé, qui renverrait les femmes dans la sphère domestique.
En 2017, sous la présidence d'Emmanuel Macron, Marlène Schiappa est nommée secrétaire d'État chargée de l'Égalité entre les femmes et les hommes sous la tutelle du Premier ministre Édouard Philippe. Elle est remplacée en 2020 par Élisabeth Moreno, nommée ministre déléguée chargée de l'Égalité entre les femmes et les hommes, de la Diversité et de l'Égalité des chances sous la tutelle du Premier ministre Jean Castex.
En 2022, Isabelle Lonvis-Rome lui succède dans le gouvernement d'Élisabeth Borne, puis Bérangère Couillard l'année suivante. Depuis le 23 décembre 2024, Aurore Bergé est la 29e titulaire de cette charge, en tant que ministre déléguée chargée de l’Égalité entre les femmes et les hommes et de la Lutte contre les discriminations, auprès du Premier ministre François Bayrou.

## Administration

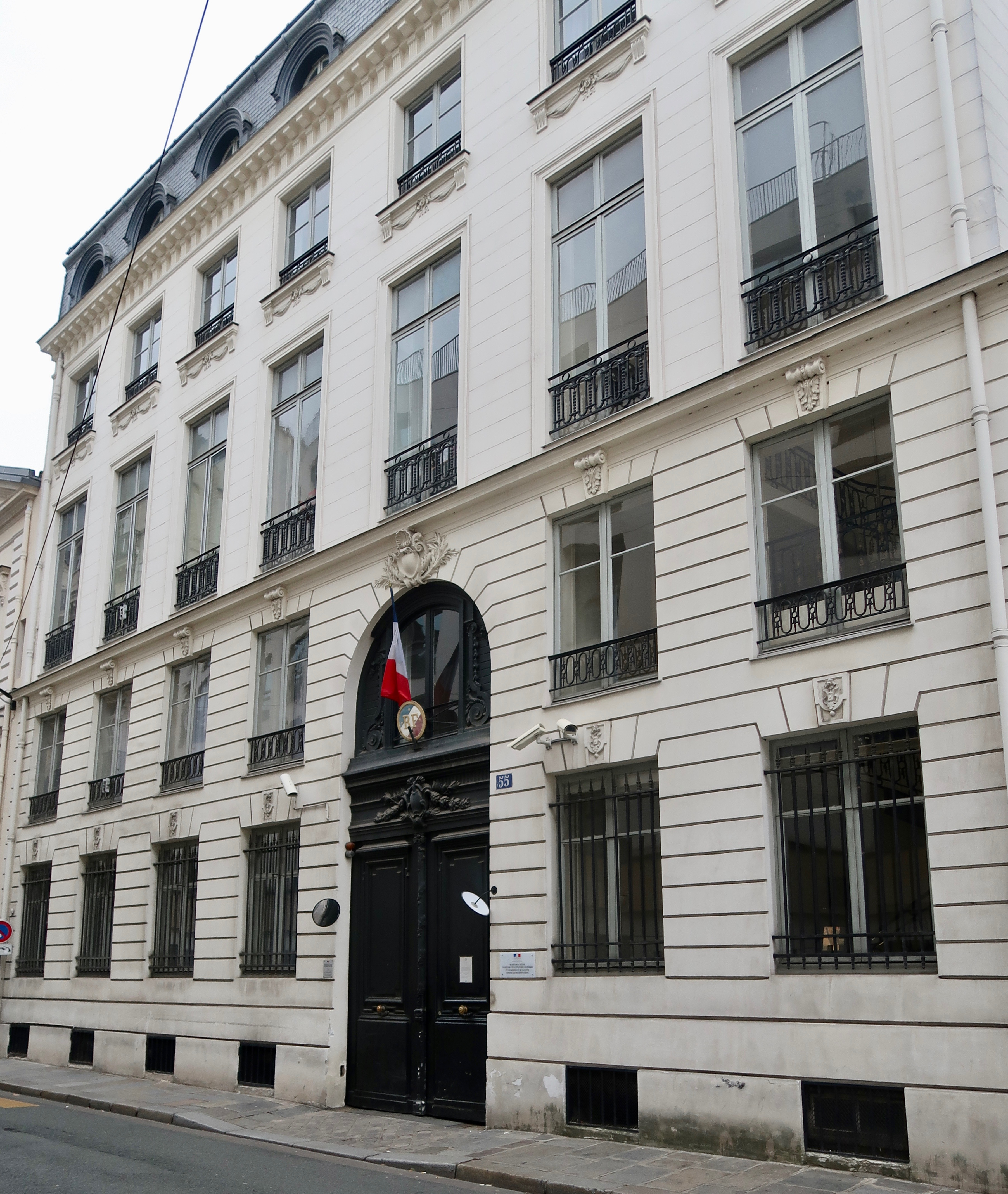
Siège du secrétariat d'État chargé de l'Égalité entre les femmes et les hommes au 55, rue Saint-Dominique (Paris).

Le Service des droits des femmes et de l'égalité entre les femmes et hommes (SDFE) est créé en 1984 auprès de la ministre des Droits des femmes et rattaché à l'administration centrale en 1990, puis intégré à la Direction générale de la cohésion sociale (DGCS), en 2010.
Les premières déléguées régionales à la condition féminine sont nommées par les préfets, à la demande de la secrétaire d'État Françoise Giroud, à l'été 1974. Les déléguées départementales sont nommées par les préfets de département, à la demande des déléguées régionales, à partir de 1975. Elles sont pour la plupart des fonctionnaires engagées sur ces sujets, déchargées d'un certain nombre d'heures mais ne pouvant prétendre qu'au remboursement de leurs frais de transport et de séjour.
Le décret d'attribution no 85-563 du 31 mai 1985 officialise leur existence, mais il faudra attendre l'action de Michèle André pour que le statut de l'ensemble des agents de ce ministère soit reconnu et institutionnalisé, en 1990, puis intégré au ministère de l'Emploi et de la Solidarité, à l'époque de Nicole Péry, en 2000.
Le réseau des directrices régionales et départementales est positionné auprès des préfets ou des directions départementales chargées des affaires sociales.

### Adresses successives
Françoise Giroud raconte ses débuts ministériels, sans donner l'adresse exacte : « Le secrétariat d'État à la Condition féminine n'existait pas. Il fallait l'inventer. Un décor grandiose lui fut attribué, l'un des beaux hôtels de Paris donnant sur un jardin carré. Stendhal le décrit et en dessine le plan dans Vie de Henry Brulard. Fonctionnaire, il y a gratté du papier et « pissé contre les tilleuls » ».
Dans la première partie des années 1980, sous la présidence de François Mitterrand, le ministère est situé au no 53, avenue d'Iéna.
Le ministère se déplace ensuite à de nombreuses reprises :
- de 2002 à 2007, les ministres déléguées disposent d'un hôtel particulier rue de Varenne ;
- de 2007 à 2010, les secrétaires d'Etat sont installées au 55, rue Saint-Dominique ;
- en 2010, la ministre aux Solidarités et à la Cohésion sociale est installée à l'hôtel de Castries et ses services (SDFE) au sein de la Direction générale de la cohésion sociale, place des Cinq-Martyrs-du-Lycée-Buffon ;
- en 2012, la ministre s’installe à l'hôtel de Broglie, au 35, rue Saint-Dominique ;
- en 2014, la secrétaire d'État est installée auprès de la ministre des Affaires sociales et de la Santé, au 14, avenue Duquesne ;
- en 2016, la ministre s'installe au 40, rue du Bac[14] ;
- depuis 2017, les secrétaires d'État et ministres déléguées auprès du Premier ministre se trouvent au 55, rue Saint-Dominique, le SDFE de la DGCS est situé rue Olivier-de-Serres, depuis janvier 2024[15].

## Liste de ministres
En 50 ans, de 1974 à 2024, 27 ministres se sont vu confier le portefeuille des Droits des femmes.
Cinq ministres et secrétaires d'État pendant plus de 3 ans : Yvette Roudy, de 1981 à 1986 (tenante du record de longévité) et Nicole Ameline, de 2002 à 2007, tout d'abord ministres déléguées puis ministres de plein exercice pendant la dernière année de leur gouvernement ; les secrétaires d'État Michèle André, de 1988 à 1991, Nicole Péry (la seule de ces catégories rattachée au ministre de l'Emploi et des Solidarités) de 1998 à 2001 et Marlène Schiappa, de 2017 à 2020.
Six ministres et secrétaires d'État sont restées plus de 2 ans : une ministre d'État, Simone Veil, de 1993 à 1995, une ministre de plein exercice, Najat Vallaud-Belkacem, également porte-parole du gouvernement de 2012 à 2014, un ministre des Affaires sociales et de l'Emploi, Philippe Séguin, de 1986 à 1988, une ministre déléguée auprès du Premier ministre, Monique Pelletier, de 1978 à 1981 et deux secrétaires d'État, Françoise Giroud, pionnière auprès du Premier ministre de 1974 à 1976 et Valérie Létard, auprès du ministre des Affaires sociales et du Travail de 2007 à 2009.
Seize ministres des droits féminins sont restées moins de deux années dont cinq n'ont pas dépassé six mois : Alice Saunier-Seïté juste avant les élections de 1981, Colette Codaccioni en 1995, Georgina Dufoix en 1988, Bérangère Couillard en 2023 et Aurore Bergé en 2024 ; cette dernière est cependant renommée par François Bayrou.
Les dates indiquées ci-dessous sont les dates de prise ou de cessation des fonctions, qui sont en général la veille de la date du Journal officiel dans lequel est paru le décret de nomination.
| N° | Ministre ou secrétaire d'État          | Intitulé | Ministre de tutelle                                                           | Intitulé du ministre de tutelle                                                             | Gouvernement                           | Début                                  | Fin                                    |
|    | Présidence de Valéry Giscard d'Estaing | Présidence de Valéry Giscard d'Estaing                                                                             | Présidence de Valéry Giscard d'Estaing                                        | Présidence de Valéry Giscard d'Estaing                                                      | Présidence de Valéry Giscard d'Estaing | Présidence de Valéry Giscard d'Estaing | Présidence de Valéry Giscard d'Estaing |
| -- | -------------------------------------- | --- | ----------------------------------------------------------------------------- | ------------------------------------------------------------------------------------------- | -------------------------------------- | -------------------------------------- | -------------------------------------- |
| 1  | Françoise Giroud                       | Secrétaire d'État à la Condition féminine                                                                          | Premier ministre                                                              | Premier ministre                                                                            | Chirac 1                               | 16 juillet 1974                        | 27 août 1976                           |
| -  | Nicole Pasquier                        | Déléguée à la condition féminine                                                                                   | Premier ministre                                                              | Premier ministre                                                                            | Barre 1                                | 1er septembre 1976                     | 10 janvier 1978                        |
| -  | Jacqueline Nonon                       | Déléguée à la condition féminine                                                                                   | Premier ministre                                                              | Premier ministre                                                                            | Barre 2 et 3 \|                        | 10 janvier 1978                        | 16 juin 1978                           |
| 2  | Nicole Pasquier                        | Secrétaire d'État chargée de l'Emploi féminin                                                                      | Christian Beullac                                                             | Ministre du Travail                                                                         | Barre 2 et 3 \|                        | 10 janvier 1978                        | 5 avril 1978                           |
| 2  | Nicole Pasquier                        | Secrétaire d'État chargée de l'Emploi féminin                                                                      | Robert Boulin                                                                 | Ministre du Travail et de la Participation                                                  | Barre 2 et 3 \|                        | 5 avril 1978                           | 21 mai 1981                            |
| 3  | Monique Pelletier                      | Ministre déléguée chargée de la Condition féminine                                                                 | Premier ministre                                                              | Premier ministre                                                                            | Barre 2 et 3 \|                        | 11 septembre 1978                      | 18 février 1980                        |
| 3  | Monique Pelletier                      | Ministre déléguée chargée de la Condition féminine                                                                 | Premier ministre                                                              | Premier ministre                                                                            | Barre 2 et 3 \|                        | 18 février 1980                        | 4 mars 1981                            |
| 4  | Alice Saunier-Seïté                    | Ministre des Universités et chargée de la Famille et de la Condition féminine                                      | Ministre des Universités et chargée de la Famille et de la Condition féminine | Ministre des Universités et chargée de la Famille et de la Condition féminine               | Barre 2 et 3 \|                        | 4 mars 1981                            | 22 mai 1981                            |
|    | Présidence de François Mitterrand      | |                                                                               |                                                                                             |                                        |                                        |                                        |
| 5  | Yvette Roudy                           | Ministre déléguée chargée des Droits de la femme                                                                   | Premier ministre                                                              | Premier ministre                                                                            | Mauroy 1, 2 et 3                       | 22 mai 1981,                           | 23 juillet 1984                        |
| 5  | Yvette Roudy                           | Ministre déléguée chargée des Droits de la femme                                                                   | Premier ministre                                                              | Premier ministre                                                                            | Fabius                                 | 23 juillet 1984,                       | 21 mai 1985                            |
| 5  | Yvette Roudy                           | Ministre des Droits de la femme                                                                                    | Ministre des Droits de la femme                                               | Ministre des Droits de la femme                                                             | Fabius                                 | 21 mai 1985                            | 20 mars 1986                           |
| 6  | Philippe Séguin                        | Ministre des Affaires sociales et de l'Emploi                                                                      | Ministre des Affaires sociales et de l'Emploi                                 | Ministre des Affaires sociales et de l'Emploi                                               | Chirac 2                               | 20 mars 1986                           | 11 mai 1988                            |
| -  | Hélène Gisserot                        | Déléguée à la Condition féminine                                                                                   | Philippe Séguin                                                               | Ministre des Affaires sociales et de l'Emploi                                               | Chirac 2                               | 10 avril 1986                          | 11 mai 1988                            |
| 7  | Georgina Dufoix                        | Ministre déléguée chargée de la Famille, des Droits de la femme, de la Solidarité et des Rapatriés                 | Michel Delebarre                                                              | Ministre des Affaires sociales et de l'Emploi                                               | Rocard 1                               | 12 mai 1988                            | 28 juin 1988                           |
| 8  | Michèle André                          | Secrétaire d’État chargée des Droits des femmes                                                                    | Premier ministre \|                                                           | Premier ministre \|                                                                         | Rocard 2                               | 28 juin 1988                           | 17 mai 1991                            |
| 9  | Véronique Neiertz                      | Secrétaire d’État chargée des Droits des femmes et de la Vie quotidienne                                           | Martine Aubry                                                                 | Ministre du Travail, de l'Emploi et de la Formation professionnelle                         | Cresson                                | 25 mai 1991                            | 4 avril 1992                           |
| 9  | Véronique Neiertz                      | Secrétaire d’État chargée des Droits des femmes et à la Consommation                                               | Michel Sapin                                                                  | Ministre de l'Économie                                                                      | Bérégovoy                              | 4 avril 1992                           | 30 mars 1993                           |
| 10 | Simone Veil                            | Ministre d'État, ministre des Affaires sociales, de la Santé et de la Ville                                        | Ministre d'État, ministre des Affaires sociales, de la Santé et de la Ville   | Ministre d'État, ministre des Affaires sociales, de la Santé et de la Ville                 | Balladur                               | 29 mars 1993                           | 17 mai 1995                            |
|    | Présidence de Jacques Chirac           | |                                                                               |                                                                                             |                                        |                                        |                                        |
| 11 | Colette Codaccioni                     | Ministre de la Solidarité entre les générations                                                                    | Ministre de la Solidarité entre les générations                               | Ministre de la Solidarité entre les générations                                             | Juppé 1                                | 17 mai 1995                            | 7 novembre 1995                        |
| 12 | Anne-Marie Couderc                     | Ministre déléguée chargée de l'Emploi                                                                              | Jacques Barrot                                                                | Ministre du Travail et des Affaires sociales, chargée de l'Emploi                           | Juppé 2                                | 7 novembre 1995                        | 2 juin 1997                            |
| 13 | Martine Aubry                          | Ministre de l'Emploi et de la Solidarité                                                                           | Ministre de l'Emploi et de la Solidarité                                      | Ministre de l'Emploi et de la Solidarité                                                    | Jospin                                 | 4 juin 1997                            | 17 novembre 1998                       |
| -  | Geneviève Fraisse                      | Déléguée interministérielle aux droits des femmes                                                                  | Premier ministre                                                              | Premier ministre                                                                            | Jospin                                 | 20 novembre 1997                       | 17 novembre 1998                       |
| 14 | Nicole Péry                            | Secrétaire d'État aux Droits des Femmes et de la Formation professionnelle                                         | Martine Aubry                                                                 | Ministre de l'Emploi et de la Solidarité                                                    | Jospin                                 | 17 novembre 1998,                      | 18 octobre 2000                        |
| 14 | Nicole Péry                            | Secrétaire d'État aux Droits des Femmes et de la Formation professionnelle                                         | Élisabeth Guigou                                                              | Ministre de l'Emploi et de la Solidarité                                                    | Jospin                                 | 18 octobre 2000                        | 7 mai 2002                             |
| 15 | Nicole Ameline                         | Ministre déléguée à la Parité et à l'Égalité professionnelle                                                       | François Fillon                                                               | Ministre des Affaires sociales, du Travail et de la Solidarité                              | Raffarin 1 et 2                        | 17 juin 2002                           | 30 mars 2004                           |
| 15 | Nicole Ameline                         | Ministre de la Parité et de l'Égalité professionnelle                                                              | Ministre de la Parité et de l'Égalité professionnelle                         | Ministre de la Parité et de l'Égalité professionnelle                                       | Raffarin 3                             | 31 mars 2004                           | 31 mai 2005                            |
| 16 | Catherine Vautrin                      | Ministre déléguée à la Cohésion sociale et à la Parité                                                             | Jean-Louis Borloo                                                             | Ministre de l'Emploi, de la Cohésion sociale et du Logement                                 | Villepin                               | 2 juin 2005                            | 15 mai 2007                            |
|    | Présidence de Nicolas Sarkozy          | |                                                                               |                                                                                             |                                        |                                        |                                        |
| 17 | Valérie Létard                         | Secrétaire d'État chargée de la Solidarité                                                                         | Xavier Bertrand                                                               | Ministre du Travail, des Relations sociales et de la Solidarité                             | Fillon 1 et 2                          | 19 juin 2007                           | 15 janvier 2009                        |
| 17 | Valérie Létard                         | Secrétaire d'État chargée de la Solidarité                                                                         | Brice Hortefeux                                                               | Ministre du Travail, des Relations sociales et de la Solidarité                             | Fillon 1 et 2                          | 15 janvier 2009                        | 23 juin 2009                           |
| 18 | Nadine Morano                          | Secrétaire d'État chargée de la Famille et de la Solidarité                                                        | Xavier Darcos                                                                 | Ministre du Travail, des Relations sociales, de la Famille, de la Solidarité et de la Ville | Fillon 1 et 2                          | 23 juin 2009                           | 14 novembre 2010                       |
| 19 | Roselyne Bachelot                      | Ministre des Solidarités et de la Cohésion sociale                                                                 | Ministre des Solidarités et de la Cohésion sociale                            | Ministre des Solidarités et de la Cohésion sociale                                          | Fillon 3                               | 14 novembre 2010                       | 10 mai 2012                            |
|    | Présidence de François Hollande        | |                                                                               |                                                                                             |                                        |                                        |                                        |
| 20 | Najat Vallaud-Belkacem,                | Ministre des Droits des femmes, porte-parole du gouvernement                                                       | Ministre des Droits des femmes, porte-parole du gouvernement                  | Ministre des Droits des femmes, porte-parole du gouvernement                                | Ayrault 1 et 2                         | 16 mai 2012                            | 31 mars 2014                           |
| 20 | Najat Vallaud-Belkacem,                | Ministre des Droits des femmes, de la Ville, de la Jeunesse et des Sports                                          | Ministre des Droits des femmes, de la Ville, de la Jeunesse et des Sports     | Ministre des Droits des femmes, de la Ville, de la Jeunesse et des Sports                   | Valls 1                                | 2 avril 2014                           | 25 août 2014                           |
| 21 | Pascale Boistard                       | Secrétaire d'État chargée des Droits des femmes                                                                    | Marisol Touraine                                                              | Ministre des Affaires sociales, de la Santé et des Droits des femmes                        | Valls 2,                               | 26 août 2014                           | 11 février 2016                        |
| 22 | Laurence Rossignol                     | Ministre des Familles, de l'Enfance et des Droits des femmes                                                       | Ministre des Familles, de l'Enfance et des Droits des femmes                  | Ministre des Familles, de l'Enfance et des Droits des femmes                                | Valls 2,                               | 11 février 2016                        | 6 décembre 2016                        |
| 22 | Laurence Rossignol                     | Ministre des Familles, de l'Enfance et des Droits des femmes                                                       | Ministre des Familles, de l'Enfance et des Droits des femmes                  | Ministre des Familles, de l'Enfance et des Droits des femmes                                | Cazeneuve                              | 6 décembre 2016                        | 15 mai 2017                            |
|    | Présidence d'Emmanuel Macron           | |                                                                               |                                                                                             |                                        |                                        |                                        |
| 23 | Marlène Schiappa,                      | Secrétaire d'État chargée de l'Égalité entre les femmes et les hommes                                              | Premier ministre                                                              | Premier ministre                                                                            | Philippe 1 et 2,                       | 17 mai 2017                            | 15 octobre 2018                        |
| 23 | Marlène Schiappa,                      | Secrétaire d'État chargée de l'Égalité entre les femmes et les hommes et de la Lutte contre les discriminations    | Premier ministre                                                              | Premier ministre                                                                            | Philippe 1 et 2,                       | 16 octobre 2018                        | 3 juillet 2020                         |
| 24 | Élisabeth Moreno                       | Ministre déléguée chargée de l'Égalité entre les femmes et les hommes, de la Diversité et de l'Égalité des chances | Premier ministre                                                              | Premier ministre                                                                            | Castex                                 | 6 juillet 2020                         | 20 mai 2022                            |
| 25 | Isabelle Lonvis-Rome                   | Ministre déléguée chargée de l'Égalité entre les femmes et les hommes, de la Diversité et de l'Égalité des chances | Première ministre                                                             | Première ministre                                                                           | Borne,                                 | 20 mai 2022                            | 20 juillet 2023                        |
| 26 | Bérangère Couillard                    | Ministre déléguée chargée de l’Égalité entre les femmes et les hommes et de la Lutte contre les discriminations    | Première ministre                                                             | Première ministre                                                                           | Borne,                                 | 20 juillet 2023                        | 11 janvier 2024                        |
| 27 | Aurore Bergé                           | Ministre déléguée chargée de l’Égalité entre les femmes et les hommes et de la Lutte contre les discriminations    | Premier ministre                                                              | Premier ministre                                                                            | Attal                                  | 11 janvier 2024                        | 21 septembre 2024                      |
| 28 | Salima Saa                             | Secrétaire d'État chargée de l’Égalité entre les femmes et les hommes                                              | Paul Christophe                                                               | Ministre des Solidarités, de l'Autonomie et de l'Égalité entre les femmes et les hommes     | Barnier                                | 21 septembre 2024                      | 23 décembre 2024                       |
| 29 | Aurore Bergé                           | Ministre déléguée chargée de l’Égalité entre les femmes et les hommes et de la Lutte contre les discriminations    | Premier ministre                                                              | Premier ministre                                                                            | Bayrou                                 | 23 décembre 2024                       | en cours                               |